# Konrad K. Solberg
Konrad Knute Solberg (* 25. Juni 1874 in Rushford, Fillmore County, Minnesota; † 28. Januar 1954 in Clarkfield, Minnesota) war ein US-amerikanischer Politiker. Zwischen 1933 und 1935 war er Vizegouverneur des Bundesstaates Minnesota.

## Werdegang
Konrad Solberg besuchte die öffentlichen Schulen im Yellow Medicine County, wohin er mit seinen Eltern um das Jahr 1879 gezogen war. Danach absolvierte er das Windom Institute und das Minnesota Business College in Minneapolis. Später betätigte er sich als Farmer und in der Bankenbranche. Dort wurde er Vizepräsident der Farmers and Merchants State Bank. Außerdem war er Direktor bei der Clarkfield Telephone Company. Politisch schloss er sich der Farmer-Labor Party of Minnesota an, aus der 1944 die heutige Minnesota Democratic-Farmer-Labor Party hervorging. Er wurde Mitglied im Schulausschuss und Ortsvorsteher von Clarkfield. Zwischen 1923 und 1930 saß er im Senat von Minnesota, wo er mehrerer Ausschüssen angehörte.
1932 wurde Solberg an der Seite von Floyd B. Olson zum Vizegouverneur von Minnesota gewählt. Dieses Amt bekleidete er zwischen 1933 und 1935. Dabei war er Stellvertreter des Gouverneurs und Vorsitzender des Staatssenats. Im Jahr 1934 kandidierte er erfolglos für den Posten des Secretary of State von Minnesota. Er starb am 28. Januar 1954 in Clarkfield.